# Border
Border – bollywoodzki dramat wojenny oparty na prawdziwych wydarzeniach wojny między Indiami i Pakistanem w roku 1971. Film wyreżyserowany i wyprodukowany w 1997 roku przez J. P. Dutta zdobył liczne nagrody. W rolach głównych Sunny Deol, Jackie Shroff, Sunil Shetty i Akshaye Khanna. Tematem filmu jest prawdziwa historia – bitwa pod Longwala w Radżastanie w ramach wojny o uniezależnienie się Bangladeszu od Pakistanu, wojny 1971 roku między Indiami a Pakistanem. Podczas tej bitwy oddział 120 żołnierzy z pendżabskiego pułku dowodzonego przez majora Kuldip Singh Chandpuri przez całą noc skutecznie bronił swojego posterunku przeciwko 2000 pakistańskich żołnierzy atakujących z pomocą czołgów. Z rana żołnierze uzyskali wsparcie indyjskiego lotnictwa.

## Fabuła
Maj 1971. Indie liczą się z wybuchem wojny. Spodziewają się ataku ze strony Pakistanu. Na pustyni Thar w Radżastanie dowództwo nad przygranicznym posterunkiem obsadzonym przez 120 sikhów obejmuje major Kuldi Singh (Sunny Deol). Czekanie na zbliżający się wybuch wojny wyzwala w żołnierzach dużo napięcia. Młodziutki Dharamvir Khan (Akshaye Khanna) nie widzi sensu w strzelaniu do wroga, do kogoś, kogo nie zna, do kogo nie czuje żadnej urazy, kto też ma matkę. Oburzony dowódca nie może uwierzyć, że ma do czynienia z synem walecznego oficera, poległego w poprzedniej wojnie z Pakistanem w 1965 roku. Major czuje się też zawiedziony postawą Mathury Dasa (Sudhesh Berry), który mimo zbliżającej się wojny opuszcza posterunek wyjeżdżając do umierającej żony. Najbliższy duchem wydaje się mu być radźput Bhairav Singh (Sunil Shetty), zdecydowany w walce w obronie Indii poświęcić swoje życie. Każdy z nich zostawił w domu kogoś, kogo listy czyta ze wzruszeniem, kto tęskni, boi się o niego. Major ma żonę (Tabu) i synka; Dharamvir narzeczoną i matkę, której poprzednia wojna zabrała już męża; Bhairav świeżo poślubioną żonę.
3 grudnia 1971 roku 40 czołgów i 2000 żołnierzy pakistańskich uderza na posterunek. 120 Indusów zaczyna walkę na śmierć i życie.

## Obsada
- Sunny Deol – major Kuldip Singh Chandpuri
- Jackie Shroff – dowódca Andy Bawa
- Sunil Shetty – kapitan Bhairav Singh, B.S.F.
- Akshaye Khanna – porucznik Dharamvir
- Sudhesh Berry – Subedar Mathura Das
- Puneet Issar – Subedar Ratan Singh
- Kulbhushan Kharbanda – Sowar Bhagiram (kucharz)
- Pooja Bhatt – Kanu
- Tabu (aktorka) – żona Kuldeepa
- Rakhee Gulzar – matka Dharamvira

## Nagrody
- Nagroda Filmfare dla Najlepszego Filmu: Border
- Nagroda Filmfare dla Najlepszego Reżysera: J.P. Dutta
- Nagroda Filmfare dla Najlepszego Aktora Drugoplanowego: Sunil Shetty
- Nagroda Filmfare za Najlepszy Debiut: Akshaye Khanna
- nominacja do Nagrody Filmfare dla Najlepszego Aktora: Sunny Deol